# Các biện pháp giãn cách xã hội liên quan đến đại dịch COVID-19

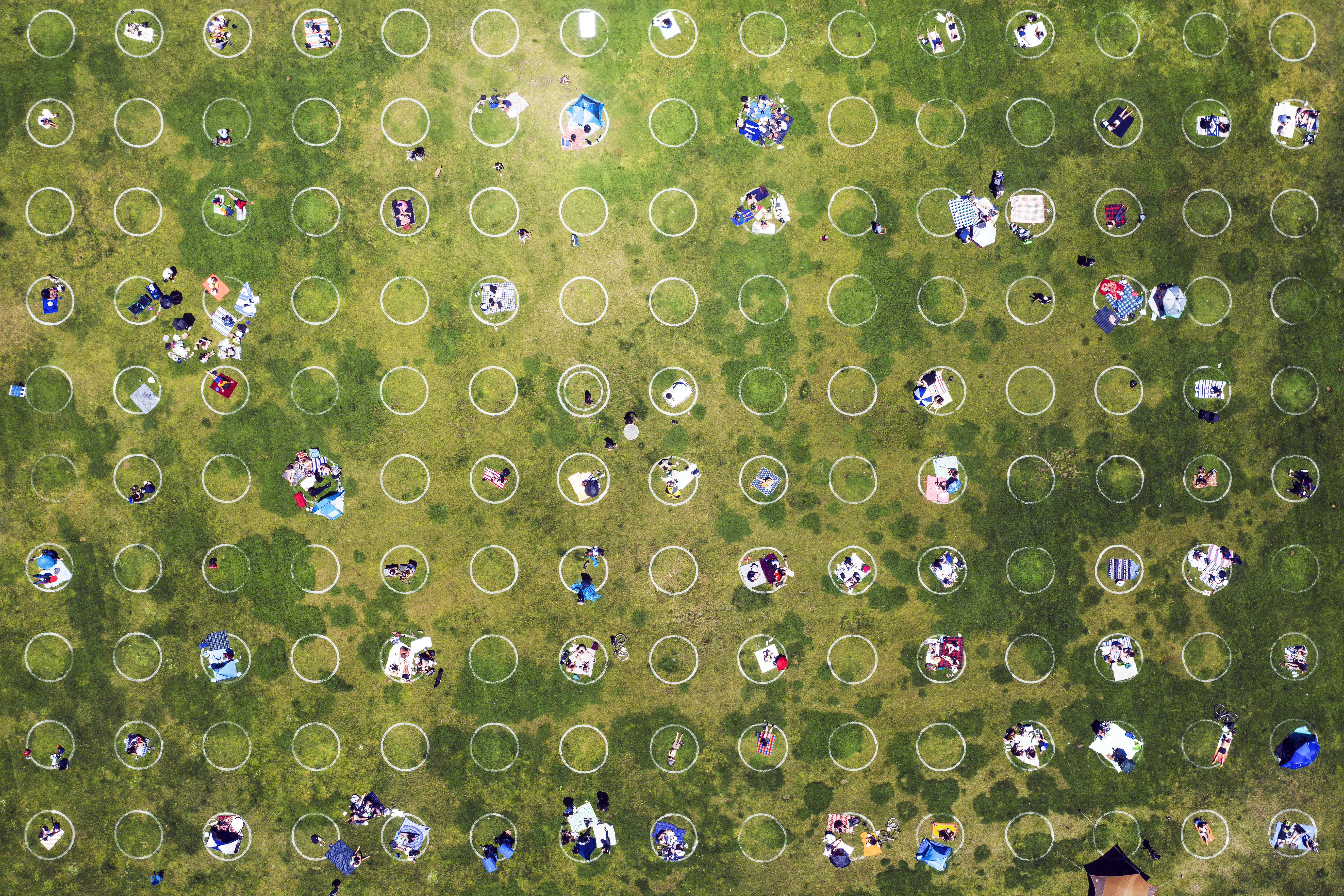
Những vòng tròn trắng được sơn cách nhau 8 foot (2,4 m) tại Công viên Dolores, San Francisco, tháng 5 năm 2020

Trong đại dịch COVID-19, các biện pháp giãn cách xã hội đã được áp dụng gần như trên toàn cầu nhằm làm chậm tốc độ lây lan của dịch bệnh. Bài viết sẽ tập trung chi tiết về lịch sử của các biện pháp giãn cách xã hội, danh sách các quốc gia đang áp dụng chúng, thời điểm áp dụng và các chi tiết khác.

## Bối cảnh

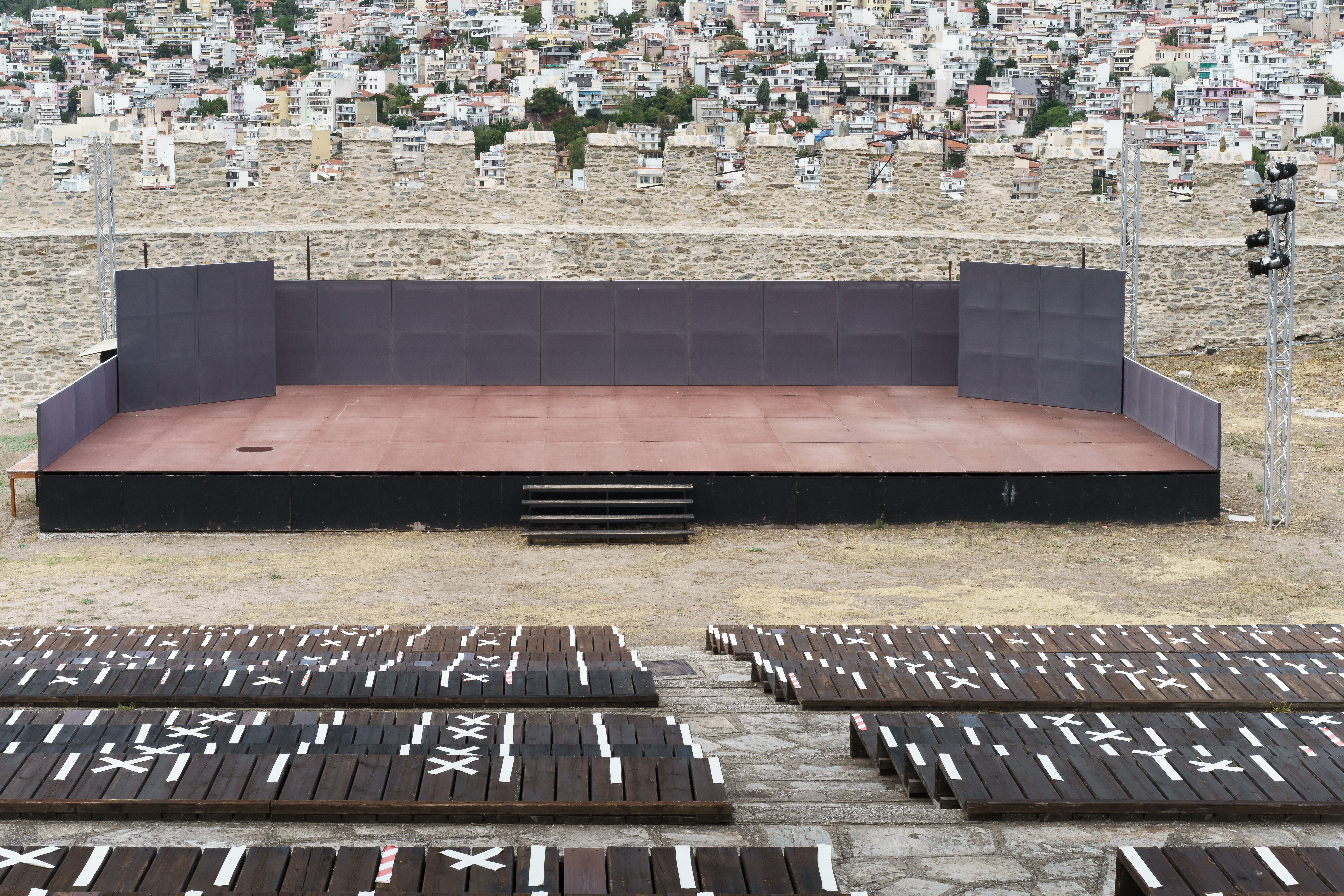
Các biện pháp giãn cách xã hội tại một quảng trường

Giãn cách xã hội, hay giãn cách vật lý, là các phương pháp can thiệp không dùng thuốc hoặc các biện pháp được thực hiện nhằm ngăn chặn sự lây lan của bệnh truyền nhiễm bằng cách giữ khoảng cách vật lý và giảm số lần tiếp xúc gần giữa người với người. Nó bao gồm việc giữ khoảng cách sáu foot hay hai mét giữa người với người và tránh tụ tập đông người thành nhóm lớn.
Trong đại dịch COVID-19 hiện tại, giãn cách xã hội và các biện pháp liên quan được nhiều chính quyền chú trọng như những phương pháp thay thế cho việc phải cách ly bắt buộc những nơi bị ảnh hưởng nặng nề. Theo giám sát của UNESCO, hơn 100 quốc gia đã áp dụng các lệnh đóng cửa trường học trên toàn quốc nhằm ứng phó với COVID-19, gây ảnh hưởng tới hơn một nửa số học sinh sinh viên trên thế giới. Tại Anh Quốc, chính phủ khuyến cáo người dân tránh tới các nơi công cộng, đồng thời các rạp chiếu phim và nhà hát cần tự nguyện đóng cửa nhằm hưởng ứng thông điệp của chính phủ.
Với tình trạng một số người không tin rằng COVID-19 có thể gây bệnh tồi tệ hơn cúm mùa, đã có những khó khăn trong việc thuyết phục công chúng tự nguyện tuân theo các biện pháp giãn cách xã hội. Tại Bỉ, truyền thông đưa tin về một bữa tiệc với sự tham gia của ít nhất 300 người trước khi bị phát hiện bởi chính quyền địa phương. Tại Pháp, một vài thanh thiếu niên đã bị phạt lên tới 150US$ do thực hiện các chuyến đi không cần thiết. Các bãi biển tại Florida và Alabama đã bị bóng nhằm giải tán những người tham gia tiệc tùng trong kỳ nghỉ xuân. Các đám cưới cũng bị giải tán tại New Jersey và lệnh giới nghiêm bắt đầu từ 20:00 được áp đặt tại Newark. New York, New Jersey, Connecticut và Pennsylvania là các bang đầu tiên áp dụng các chính sách giãn cách xã hội phối hợp, trong đó các cơ sở không thiết yếu phải đóng cửa và các cuộc tụ tập đông người bị giới hạn. Các lệnh yêu cầu ở yên tại nhà ở California được mở rộng ra toàn bang vào ngày 19 tháng 3. Cùng ngày, Texas tuyên bố tình trạng thảm họa công cộng và áp đặt các hạn chế toàn bang.
Các biện pháp phòng ngừa như giãn cách xã hội và tự cách ly khiến hàng loạt các trường tiểu học, trung học và đại học cao đẳng phải đóng cửa ở hơn 120 quốc gia. Tính đến ngày 23 tháng 3 năm 2020, hơn 1,2 tỷ học sinh sinh viên phải nghỉ học do trường học đóng cửa trong đại dịch COVID-19. Với tỷ lệ trẻ em mắc COVID-19 có triệu chứng ở mức thấp như hiện tại, mức độ hiệu quả của việc đóng cửa trường học đã bị đặt nghi vấn. Cho dù việc đóng cửa trường học là tạm thời, nó vẫn gây nhiều tổn hại về mặt xã hội và kinh tế. Tuy nhiên, tính đáng kể của sự lây truyền COVID-19 ở trẻ em hiện vẫn chưa rõ. Trong khi những ảnh hưởng của việc đóng cửa trường học trong đại dịch COVID-19 chưa thể được xác định đầy đủ, UNESCO cho rằng việc này có ảnh hưởng tiêu cực tới nền kinh tế địa phương và kết quả học tập của học sinh sinh viên.
Vào đầu tháng 3 năm 2020, thông điệp "Stay The Fuck Home" được sáng tạo bởi Florian Reifschneider, một kỹ sư người Đức, và nhanh chóng được ủng hộ bởi nhiều nhân vật nổi tiếng như Taylor Swift, Ariana Grande và Busy Philipps nhằm kêu gọi giảm thiểu và trì hoãn đỉnh dịch. Facebook, Twitter và Instagram cũng tham gia chiến dịch, những hashtag, hình dán và bộ lọc tương tư như #staythefhome, #stayhome, #staythefuckhome cũng bắt đầu thịnh hành trên mạng xã hội. Trang web tuyên bố thông điệp đã thu hút được khoảng 2 triệu người trực tuyến và đã được dịch sang 17 ngôn ngữ.
Một số đề xuất cho rằng cải thiện thông thoáng khí và kiểm soát thời gian phơi nhiễm có thể làm giảm sự lây lan bệnh.

## Afghanistan
- 28 tháng 3: Phong tỏa thủ đô Kabul.[26]
- 1 tháng 4: Phong tỏa Ghazni.[26]

## Úc

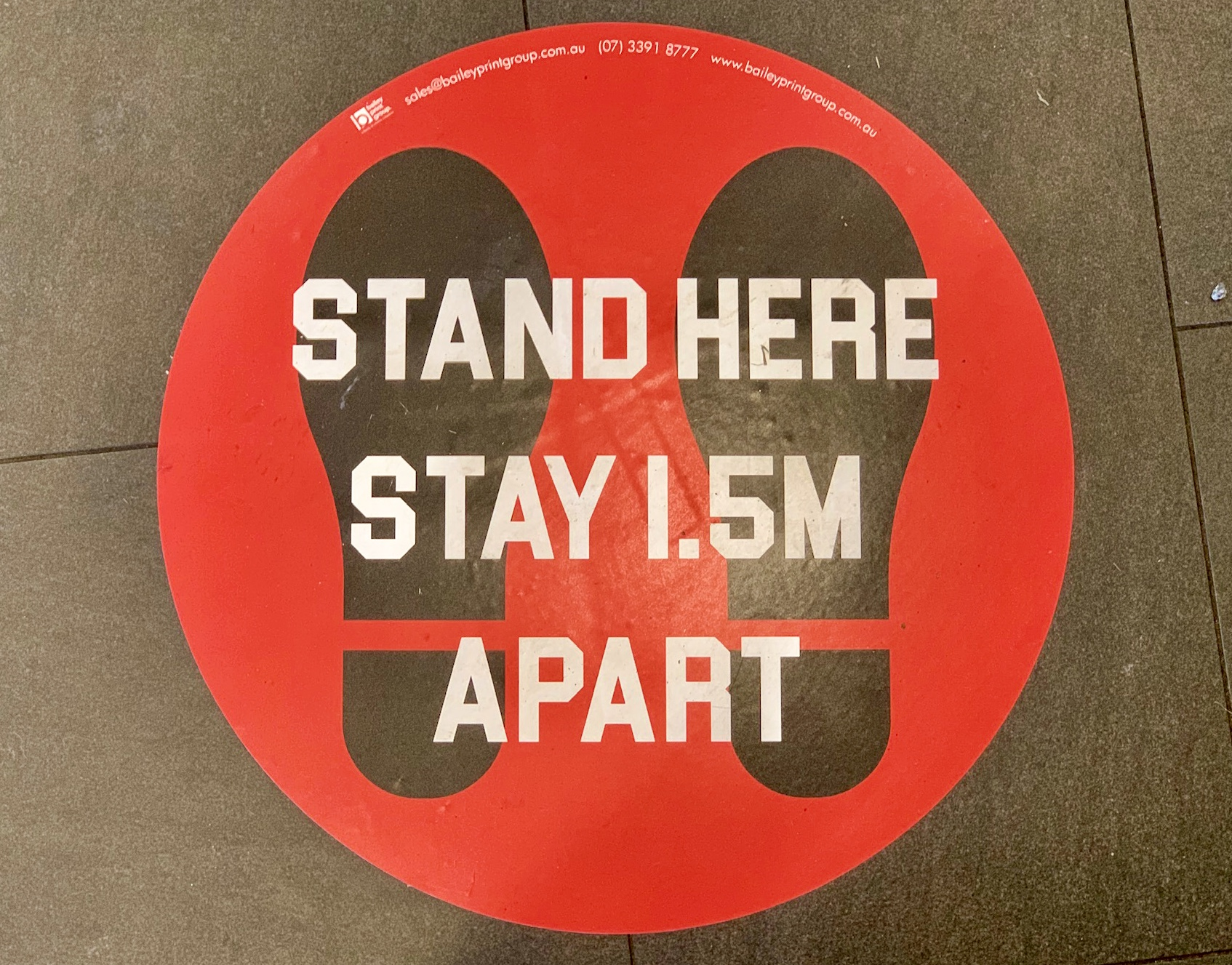
Biển báo giãn cách xã hội tại các cửa hàng ở Brisbane.

- 20 tháng 3: Hạn chế các sự kiện không thiết yếu.[27]
  - Cấm các cuộc tụ tập trong nhà không thiết yếu lớn hơn 100 người.
  - Cấm các sự kiện ngoài trời trên 500 người.
- 22 tháng 3: Hạn chế các cuộc tụ họp xã hội và doanh nghiệp 'không thiết yếu'.[27]
  - Các cơ sở bị hạn chế mở cửa: Quán rượu, các câu lạc bộ có giấy phép (trừ các cửa hàng rượu bia gắn với các địa điểm này), khách sạn (trừ các khách đang thuê phòng); các phòng tập và trung tâm thể thao trong nhà; rạp chiếu phim, địa điểm giải trí, sòng bạc và hộp đêm; các nhà hàng và quán cà phê chỉ được bán mang về và/hoặc giao hàng tại nhà; các cuộc tụ tập tôn giáo, địa điểm thờ phụng hoặc đám tang (trừ những địa điểm không gian mở, nhóm rất nhỏ hoặc những nơi có thể áp dụng quy tắc '1 người mỗi 4 mét vuông').
- 29 tháng 3: Hạn chế tụ tập công cộng xuống còn hai người.[27]

## Trung Quốc
- 23 tháng 1: Cấm đi lại từ Vũ Hán.[27]
- 29 tháng 1: Yêu cầu người dân ở nhà trừ trường hợp cần thiết.[27]
- 4 tháng 2: tất cả trường đại học cao đẳng chuyển sang hình thức trực tuyến.[27]

## Đan Mạch
- 13 tháng 3: Tất cả dịch vụ công cộng không thiết yếu phải đóng cửa, bao gồm cả các trường học và nhà trẻ.[27]
- 17 tháng 3: Cấm các cuộc tụ tập trên 10 người.[27]

## Đức
- 16 tháng 3: Đóng cửa các dịch vụ công cộng không thiết yếu.[27]
- 22 tháng 3: Cấm các cuộc tụ tập tại nơi công cộng.[27] Các lệnh giới nghiêm (trừ một số hoạt động thiết yếu) được áp dụng tại 5 trên 16 bang. Lệnh cấm nhập cảnh đối với người không phải cư dân (bao gồm cả công dân Đức cư trú tại bang khác) được áp dụng tại thêm 2 trong 16 bang nữa.[28][29]

## Indonesia

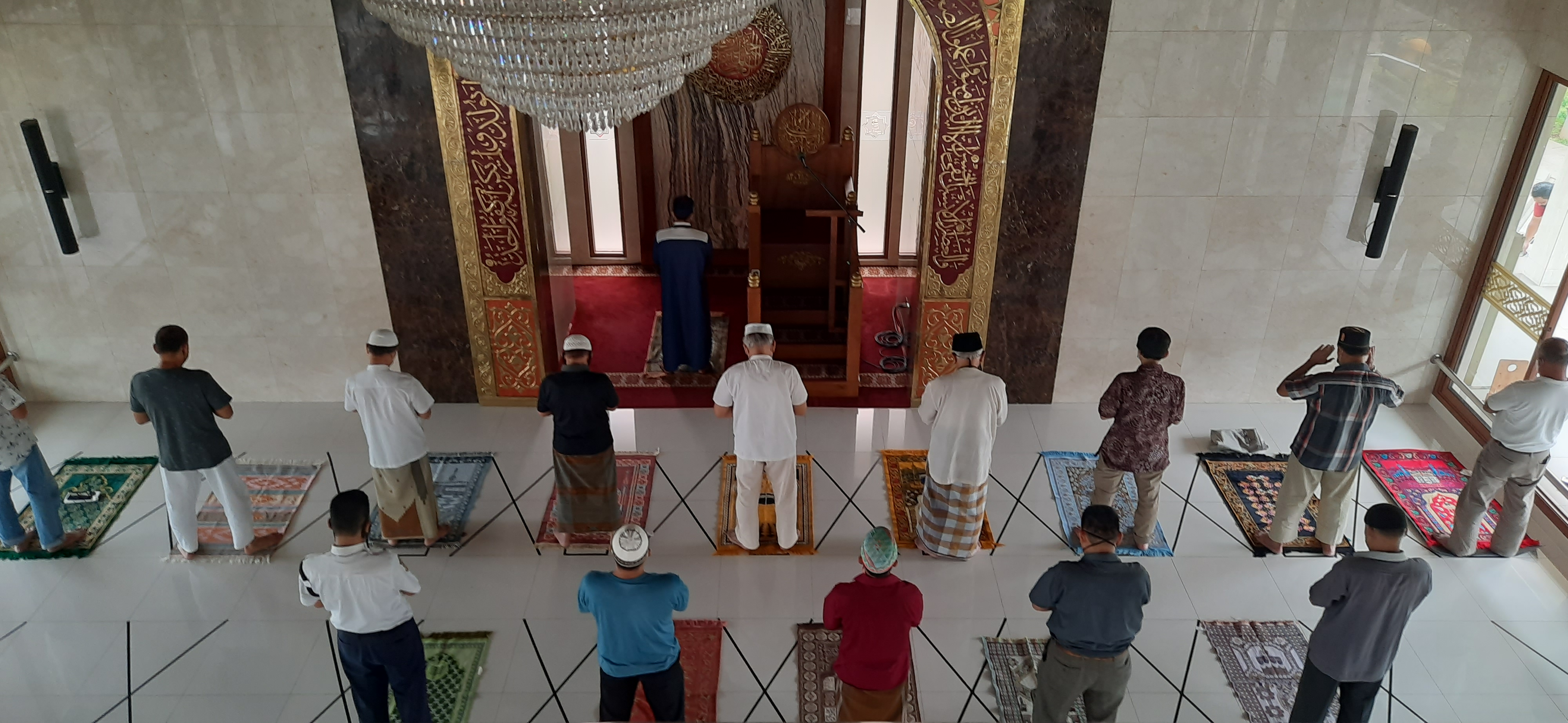
Người Hồi giáo tại Indonesia cầu nguyện tập thể trong khi vẫn tuân thủ các biện pháp nghiêm ngặt trong đại dịch COVID-19. Giãn cách vật lý và đeo khẩu trang nơi công cộng là bắt buộc tại Indonesia trong dịch COVID-19, bao gồm cả những nơi thờ phụng

- 15 tháng 3: Tổng thống Joko Widodo kêu gọi toàn bộ người dân Indonesia thực hiện các biện pháp giãn cách xã hội, một số lãnh đạo vùng đã bắt đầu đóng cửa trường học và địa điểm công cộng.[30] Trong tuyên bố một ngày sau đó, ông cho biết không có kế hoạch phong tỏa hoàn toàn và chỉ trích một số lãnh đạo vùng đã thực hiện phong tỏa.[31]
- 31 tháng 3: Tổng thống Joko Widodo ban hành luật quy định về các biện pháp hạn chế xã hội quy mô lớn (PSBB), cho phép chính quyền các vùng hạn chế việc di chuyển của người dân và dòng hàng hóa ra vào địa bàn một khi được chấp thuận từ bộ ngành liên quan (trong trường hợp này là Bộ Y tế, với bộ trưởng là Terawan Putranto). Luật cũng quy định hạn chế "tối thiểu" như đưa vào những ngày nghỉ học và nghỉ làm, hạn chế các hoạt động thờ phụng trực tiếp và các cuộc tụ tập công cộng. Cùng lúc đó, Tổng thống cũng ký quyết định tuyên bố tình trạng thảm họa quốc gia. Cả hai luật đều được dựa vào Luật số 6 năm 2018 về Cách ly y tế, trong đó đã có những quy định về PSBB.[32][33][34]

## Hà Lan
- 12 tháng 3: Cấm tụ tập trên 100 người.[27]
- 13 tháng 3: Chỉ được tới thăm tù nhân với lý do thực hiện công việc pháp lý.[27]
- 15 tháng 3: Tất cả các cửa hàng đồ ăn thức uống, quán bar, cà phê, nhà hàng, phòng tập, phòng tắm hơi, câu lạc bộ tình dục được yêu cầu đóng cửa, trừ các dịch vụ mua mang về và giao hàng.[27] Đóng cửa các trường học.
- 17 tháng 3: Tất cả các dịch vụ giáo dục đều bị đóng cửa.[27]
- 23 tháng 3: Hạn chế người nhà tới thăm tại các cơ sở chăm sóc trẻ nhỏ, người khuyết tật và các bệnh viện tâm thần.[27]
- 23 tháng 3: Cấm các hoạt động ngoài trời không thiết yếu, các cuộc tụ tập quá 2 người, yêu cầu giãn cách 1,5 mét.[27]

## New Zealand
- 21 tháng 3: Hạn chế người nhà tới thăm tại các cơ sở chăm sóc người già.[27]
- 22 tháng 3: Những người có nguy cơ được yêu cầu ở nhà.[27]
- 23 tháng 3: Tất cả mọi người được yêu cầu ở nhà trừ khi có hoạt động thiết yếu.[27]
- 23 tháng 3: Đóng cửa tất cả dịch vụ không thiết yếu.[27]

## Pakistan
- 13 tháng 3: Đóng cửa các cơ sở giáo dục và cấm tụ tập nơi công cộng.[27]
- 20 tháng 3: Các nhân viên chính phủ không thiết yếu được yêu cầu làm việc tại nhà.[27]

## Nga
- 16 tháng 3: Các cơ sở giáo dục đại học chuyển sang học từ xa.[35]
- 18 tháng 3: Thông báo cho học sinh nghỉ học 3 tuần, nhân viên được phép làm việc tại nhà.[35]
- 19 tháng 3: Bắt buộc tự cách ly 2 tuần với tất cả du khách và người nhập cảnh.[35]
- 22 tháng 3: Phong tỏa toàn thành phố Moskva trong một tuần.[35]
- 27 tháng 3: Ngừng tất cả các chuyến bay quốc tế.[35]
- 30 tháng 3: Lệnh phong tỏa kéo dài đến ngày 30 tháng 4.[35]
- 30 tháng 3: St Petersburg và một số vùng cũng thực hiện phong tỏa.[36][37][38]

## Singapore
Dưới đây là tóm tắt các Cấp độ rủi ro do chính phủ Singapore áp dụng:
| Cấp độ    | Biện pháp | Ngày |
| --------- | --- | --- |
| Cấp độ 0  | Cho phép tụ tập lên tới 2 người tại nơi công cộng. Cho phép lên tới 2 người tới thăm nhà một ngày. Tất cả các hoạt động cần tháo khẩu trang phải tạm dừng (ví dụ như ăn uống tại nhà hàng) Giới hạn số người trong các khu mua sắm ở mức 16 mét vuông mỗi người Các địa điểm du lịch, bảo tàng, thư viện công cộng và chương trình biểu diễn chỉ đón 25% khách Các sự kiện không có PET được đón 50 người, các sự kiện có PET được đón 100 người Mặc định làm việc tại nhà Tang lễ chỉ được tiếp tối đa 20 người trong một thời điểm. Không được tổ chức tiệc cưới | Tháng 5 năm 2020 - 1 tháng 6 năm 2020 16 tháng 5 năm 2021 - 13 tháng 6 năm 2021 22 tháng 7 năm 2021 - 9 tháng 8 năm 2021                                               |
| Cấp độ 1a | Cho phép tụ tập lên tới 5 người tại nơi công cộng. Cho phép lên tới 5 người tới thăm nhà một ngày. Không cho phép ăn uống tại nhà hàng. Giới hạn số người trong khu mua sắm ở mức 10 mét vuông một người Các địa điểm du lịch, bảo tàng, thư viện công cộng và chương trình biểu diễn chỉ đón 50% khách Các sự kiện không có PET được đón 50 người, các sự kiện có PET được đón 250 người Mặc định làm việc tại nhà Tang lễ chỉ được tiếp tối đa 20 người trong một thời điểm. Không được tổ chức tiệc cưới                                                        | 7 tháng 4 năm 2020 - 4 tháng 5 năm 2020 2 tháng 6 năm 2020 - 18 tháng 6 năm 2020 14 tháng 6 năm 2021 - 20 tháng 6 năm 2021                                             |
| Cấp độ 1b | Cho phép tụ tập lên tới 5 người tại nơi công cộng. Cho phép lên tới 5 người tới thăm nhà một ngày. Cho phép ăn uống tại nhà hàng lên tới 2 người. Giới hạn số người trong khu mua sắm ở mức 10 mét vuông một người Các địa điểm du lịch, bảo tàng, thư viện công cộng và chương trình biểu diễn chỉ đón 50% khách Các sự kiện không có PET được đón 50 người, các sự kiện có PET được đón 250 người Tối đa 50% nhân viên được tới nơi làm việc trong một thời điểm Tang lễ chỉ được tiếp tối đa 20 người trong một thời điểm.                                      | 19 tháng 6 năm 2020 - 16 tháng 7 năm 2020 8 tháng 5 năm 2021 - 15 tháng 5 năm 2021 19 tháng 7 năm 2021 - 21 tháng 7 năm 2021                                           |
| Cấp độ 1c | Cho phép tụ tập lên tới 5 người tại nơi công cộng. Cho phép lên tới 5 người tới thăm nhà một ngày. Cho phép ăn uống tại nhà hàng lên tới 5 người. Giới hạn số người trong khu mua sắm ở mức 10 mét vuông một người Các địa điểm du lịch, bảo tàng, thư viện công cộng và chương trình biểu diễn chỉ đón 50% khách Các sự kiện không có PET được đón 50 người, các sự kiện có PET được đón 250 người Tối đa 50% nhân viên được tới nơi làm việc trong một thời điểm Tang lễ chỉ được tiếp tối đa 30 người trong một thời điểm.                                      | 26 tháng 3 năm 2020 - 6 tháng 4 năm 2020 17 tháng 7 năm 2020 - 27 tháng 12 năm 2020 8 tháng 5 năm 2021 - 15 tháng 5 năm 2021 12 tháng 7 năm 2021 - 18 tháng 7 năm 2021 |
| Cấp độ 2  | Cho phép tụ tập lên tới 8 người tại nơi công cộng. Cho phép lên tới 8 người tới thăm nhà một ngày. Cho phép ăn uống tại nhà hàng lên tới 8 người. Giới hạn số người trong khu mua sắm ở mức 8 mét vuông một người Các địa điểm du lịch, bảo tàng, thư viện công cộng và chương trình biểu diễn chỉ đón 65% khách Các sự kiện không có PET được đón 100-250 người, các sự kiện có PET được đón 750 người Tối đa 85-100% nhân viên được tới nơi làm việc trong một thời điểm Tang lễ chỉ được tiếp tối đa 30-50 người trong một thời điểm.                           | 29 tháng 1 năm 2020 - 25 tháng 3 năm 2020 28 tháng 12 năm 2020 - 7 tháng 5 năm 2021                                                                                    |
| Cấp độ V1 | Cho phép tụ tập lên tới 5 người tại nơi công cộng. Cho phép lên tới 5 người tới thăm nhà một ngày. Cho phép ăn uống tại nhà hàng lên tới 5 người nếu đã tiêm vắc-xin, nếu chưa tiêm vắc-xin là 2 người. Giới hạn số người trong khu mua sắm ở mức 10 mét vuông một người Các địa điểm du lịch, bảo tàng, thư viện công cộng và chương trình biểu diễn chỉ đón 50% khách Các sự kiện không có PET được đón 50 người, các sự kiện có PET được đón 750 người Tang lễ chỉ được tiếp tối đa 30 người trong một thời điểm.                                               | 10 tháng 8 năm 2021 - nay |

## Thổ Nhĩ Kỳ
- 12 tháng 3: Đóng cửa các trường học và viện đại học.[40]
- 15 tháng 3: Đóng cửa các thư viện, nhà rạp, sàn nhảy, quán bar và hộp đêm.[41]
- 16 tháng 3: Đóng cửa các nhà thờ, quán cà phê, phòng tập, quán cà phê Internet và rạp chiếu phim.[42][43][44]
- 19 tháng 3: Hoãn các giải đấu bóng đá, bóng chuyền, bóng rổ và bóng ném.[45]
- 21 tháng 3: Áp đặt lệnh giới nghiêm với những người trên 65 tuổi hoặc mắc bệnh mãn tính.[46] Đóng cửa các nhà hàng, quán ăn và tiệm bánh cho khách ăn tại chỗ, chỉ cho phép giao hàng tại nhà và mua mang về.[47]
- 3 tháng 4: Mở rộng lệnh giới nghiêm cho người dưới 20 tuổi.[48]
- 10 tháng 4: Tuyên bố lệnh giới nghiêm vào cuối tuần tại 30 tỉnh đô thị và Zonguldak, kéo dài 48 giờ.[49]
- 13 tháng 4: Tuyên bố tiếp tục áp đặt lệnh giới nghiêm vào các cuối tuần tiếp theo cho đến khi có thông báo mới.[50]

## Anh Quốc
- 18 tháng 3: Đóng cửa trường học.[27]
- 21 tháng 3: Đóng cửa quán bar, nhà hàng, quán cà phê và các địa điểm giải trí khác.[27]
- 22 tháng 3: Khuyến cáo người dễ bị tổn thương nên ở nhà.[27][51]
- 23 tháng 3: Kích hoạt giai đoạn phong tỏa, đóng cửa hầu hết các cơ sở.[27]
  - Các nhà hàng, quán rượu, cà phê,... phải đóng cửa, nhưng được phép hoạt động dịch vụ giao hàng và mang đi. Tất cả cửa hàng bán lẻ phải đóng cửa trừ siêu thị, dịch vụ y tế, nhà thuốc, trạm xăng, cửa hàng xe đạp, cửa hàng dụng cụ, cửa hàng làm vườn, cửa hàng tiện lợi và sạp báo, cửa hàng rượu, dịch vụ giặt là, bưu điện và một số loại hình bán lẻ khác. Khách sạn và các dịch vụ lưu trú khác phải đóng cửa nhưng được cung cấp lưu trú cho người nước ngoài bị kẹt lại, nhân viên thiết yếu, người vô gia cư và những đối tượng dễ tổn thương khác. Thư viện, bảo tàng, trung tâm cộng đồng và nơi thờ phụng phải đóng cửa. Phòng tập, công viên, các cơ sở thể thao và giải trí phải đóng cửa.[27]
  - Yêu cầu mọi người ở nhà trừ khi đi mua đồ thiết yếu, tìm kiếm chăm sóc y tế hoặc chăm sóc người dễ tổn thương, và đi làm khi không thể làm việc tại nhà.[27]

## Hoa Kỳ

Các tiểu bang, vùng lãnh thổ và quận ban hành lệnh ở nhà:
Có hiệu lực trước 22 tháng 3
Có hiệu lực trước 29 tháng 3
Có hiệu lực trước 5 tháng 4
Có hiệu lực trước 12 tháng 4
Bản đồ đầy đủ bao gồm các địa phương

- Alabama (4 tháng 4), Alaska (28 tháng 3), Arizona (31 tháng 3), California (19 tháng 3), Colorado (26 tháng 3), Connecticut (23 tháng 3), Đặc khu Columbia (1 tháng 4), Florida (3 tháng 4), Georgia (3 tháng 4), Hawaii (25 tháng 3), Idaho (25 tháng 3), Illinois (21 tháng 3), Indiana (24 tháng 3), Kansas (30 tháng 3), Louisiana (23 tháng 3), Maine (2 tháng 4), Maryland (30 tháng 3), Michigan (24 tháng 3), Minnesota (27 tháng 3), Missouri (6 tháng 4), Montana (28 tháng 3), Nevada (1 tháng 4), New Hampshire (27 tháng 3), New Jersey (21 tháng 3), New Mexico (24 tháng 3), New York (22 tháng 3), North Carolina (30 tháng 3), Ohio (23 tháng 3), Oregon (23 tháng 3), Pennsylvania (1 tháng 4), Puerto Rico (15 tháng 3), Rhode Island (28 tháng 3), South Carolina (7 tháng 4), Tennessee (31 tháng 3), Texas (2 tháng 4), Vermont (25 tháng 3), Virginia (30 tháng 3), Washington (23 tháng 3), West Virginia (24 tháng 3), Wisconsin (25 tháng 3): Áp dụng lệnh ở nhà.[52]
- Delaware (24 tháng 3), Mississippi (3 tháng 4): Áp dụng lệnh ở yên trong nhà.[52]
- Kentucky, 26 tháng 3: Áp dụng lệnh khỏe mạnh ở nhà.[cần giải thích][52]
- Massachusetts, 24 tháng 3: Ra khuyến cáo nên ở nhà.[52]

## Tranh luận
Mặc dù được các nhà dịch tễ học hưởng ứng, các biện pháp giãn cách xã hội có thời điểm gây nên những cuộc tranh cãi chính trị. Các ý kiến của phe đối diện thường đến từ những tác giả thuộc các lĩnh vực khác, mặc dù cũng có một vài nhà dịch tễ học không chính thống.
Các biện pháp là một phần của sự mở rộng quyền lực chính phủ chưa từng có. Những người ủng hộ chính phủ nhỏ lo ngại rằng nhà nước sẽ không sẵn lòng từ bỏ quyền lực khi khủng hoảng đã qua, giống như những trường hợp đã từng xảy ra trong lịch sử.